# I've Got a Feeling
I've Got a Feeling è un brano dei Beatles, pubblicato nell'album Let It Be del 1970.

## Struttura e composizione
L'intelaiatura di questo brano basato su due accordi è speculare a quella di A Day in the Life. Così come nel capolavoro di Sgt Peppers, formato dalle parti iniziale e finale di John che racchiudono la sezione mediana di Paul, questa volta la struttura portante è di McCartney, di Paul sono la prima e l'ultima parte, e nel segmento centrale si incastra alla perfezione Everybody Got a Hard Year di Lennon, perciò il pezzo costituisce l'ultima collaborazione fra i due Beatles.
Come per altri brani destinati all'album Get Back (progetto poi accantonato), l'inizio delle registrazioni va fatto risalire al 22 gennaio 1969. Ripreso in studio il 24, 27 e 28, il brano fu prodotto live in due versioni il 30 gennaio – giorno del Rooftop Concert – e il mixaggio per la versione definitiva venne effettuato il 5 febbraio.

## Formazione[1]
- Paul McCartney: voce, basso
- John Lennon: voce, chitarra ritmica
- George Harrison: cori, chitarra solista
- Ringo Starr: batteria
- Billy Preston: piano elettrico